# Aydınalan
Aydınalan (früher İslamsor) ist ein Dorf im Landkreis Kars der türkischen Provinz Kars. Aydınalan liegt etwa 27 km westlich der Provinzhauptstadt Kars. Aydınalan hatte laut der letzten Volkszählung 233 Einwohner (Stand Ende Dezember 2010). Die Bevölkerung besteht hauptsächlich aus Tschetschenen.